# Tangara inornata
Tangara inornata là một loài chim trong họ Thraupidae.